# 관평

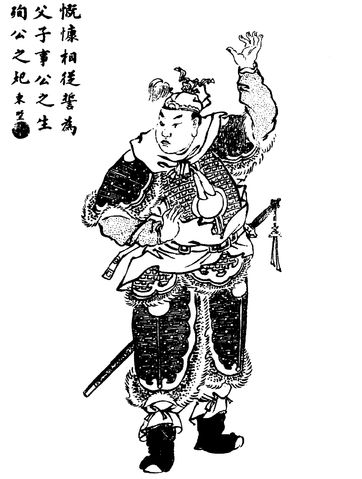

관평(關平, ? ~ 219년 10월)은 중국 후한 말의 무장이다. 촉한의 맹장 관우(關羽)의 장남(長男)이다.

## 생애
《삼국지》(三國志)에서는 관우(關羽)의 친아들이자 장남으로 등장하며 219년 음력 12월, 서촉(西蜀)에서 형주군 최후의 보루인 맥성(麥城, 現 호북성 당양현)으로의 구원병이 오지 않자 결국 아버지(관우)와 함께 직접 익주로 가 형주 수복을 위한 구원병을 청하기 위해 탈출을 시도하던 도중 임저(臨沮, 現 호북성 원안현)에서 오나라 장수 반장(潘璋)의 부장(副將) 마충(馬忠)에게 퇴로를 끊기고 뒤이어 곧바로 포위되어 부자(父子-아버지와 아들을 아울러 이르는 말)가 즉석 참수(斬首-목을 벰)당하는 것으로 나온다. 그러나 왕은(王隱) 著 《촉기》(蜀記)에서는 관우가 처음 출군하여 번(樊)을 포위했을 때 '돼지(豬)가 그의 발(足)을 깨무는 꿈 (돼지한테 물리거나 죽은 돼지 사체가 부패하는 광경을 목격하게 되는 꿈은 '돼지꿈' 중에서 '흉몽'에 속한다)' 을 꾸고 나서 아들 평(平)과 의논한 끝에 "내가 지금(今) 연쇠(年衰, 노쇠)하니 분명히(然) (형주로) 돌아갈 수 없으리라!" 라고 술회(述懷-마음속에 품고 있는 여러 가지 생각을 말함. 또는 그런 말)하는 부분이 나온다.
따라서 관우를 따라 오나라의 번을 공격했으나 역으로 손권(孫權)의 칼에 찌려 사살되었을 것으로 추측할 수 있다.
처(妻)는 일설(一說)에 조운(趙雲)의 딸로 전해지는 조씨(趙氏)이며 자식으로 건안 18년(213년)에 태어난 외아들 관월(關樾)이 있다. 촉한 멸망 당시 위나라 백마장군(白馬將軍) 방덕(龐德)의 아들인 방회(龐會)에 의해 관우의 차남 관흥(關興)의 후손들이 모두 멸문지화(滅門之禍)를 당했지만 관월을 비롯한 관평의 후손들은 이 시기에 오나라에 억류당한 상태였고 이 무렵부터 형주(荊州)에 터전을 잡고 살기 시작했으므로 관우의 자손이 대가 끊기지 않고 오늘날까지 이어질 수 있었다.

## 《삼국지연의》에서의 관평
사서에는 관평이 관우의 양자(養子)라는 기록이 없으나, 양자로 각색되었다. 연의(演義)에 의하면 본래 하북 땅의 노인 관정(關定)의 차남으로, 관우가 천리행(千里行) 도중 잠시 그의 집에 묵었을 때 그를 보고 양자로 삼은 것으로 나온다. 관평의 형으로 관녕(關寧)이 있었는데 동생이 무예에 힘쓰는 것에 반해 학문에 힘썼다고 한다.
특히 관우를 따라다니며 유비(劉備)의 양자 유봉(劉封)과 호흡이 잘 맞는 짝으로 등장하는 경우가 많다.
박망파 전투와 적벽대전을 거쳐 나중에 유비가 서천을 공략하자 유봉과 함께 종군해 부수관에서 유장(劉璋)의 부하 양회(楊懷)와 고패(高沛)를 사로잡아 참수하였다. 그러나 군사(軍師) 방통(龐統)이 전사해 관우(關羽)와 더불어 형주(荊州)를 수비하고 있던 제갈량(諸葛亮)에게 원군을 요청하는 사자로 나서면서 운명이 바뀐다.
이후 관평은 홀로 형주를 지키게 된 관우 밑에 그대로 남고, 219년 번성 전투에서 위나라의 방덕(龐德)과 일대일로 대적하지만, 결국 손권(孫權)에게 배후를 찔려 양아버지 관우와 함께 죽임을 당했다.

## 후손
관우의 67대 후손, 관평의 66대 후손인 관충금(關忠金)이 있는데 관충금은 한국전쟁 당시 중공군 소속으로 참전해서 대한민국 국군과 전투를 벌였다.

## 같이 보기
- 삼국지
- 삼국지연의